# Тунис на Светском првенству у атлетици на отвореном 2022.
Тунис је учествовао на 18. Светском првенству у атлетици на отвореном 2022. одржаном у Јуџину  од 15. до 25. јула седамнаести пут, односно учествовао је на свим првенствима до данас осим на 3. првенству одржаном у Токију 1991. године. Репрезентацију Туниса је представљало је 5 атлетичара (3 мушкарца и 2 жене) који су се такмичили у 5 дисциплине (3 мушке и 2 женске). , 
На овом првенству представници Туниса нису освојили ниједну медаљу нити су остварили неки резултат.

## Учесници
| Мушкарци: - Абдесалем Ајоуни — 800 метара - Mohamed Amin Jhinaoui — 3.000 метара препреке - Ахмед Џезири — 3.000 метара препреке | Жене: - Марва Боузајани — 3.000 метара препреке |

## Резултати

### Мушкарци
| Атлетичар             | Дисциплина       | Лични рекорд | Квалификације     | Квалификације | Полуфинале   | Полуфинале | Финале                | Финале       | Детаљи |
| Атлетичар             | Дисциплина       | Лични рекорд | Резултат          | Место         | Резултат     | Место      | Резултат              | Место        | Детаљи |
| --------------------- | ---------------- | ------------ | ----------------- | ------------- | ------------ | ---------- | --------------------- | ------------ | ------ |
| Абдесалем Ајоуни      | 800 м            | 1:44,99 НР   | 1:46,59 (.589) КВ | 3. у гр. 4    | 1:46,08      | 6. у гр. 3 | Нису се квалификовали | 12 / 42 (45) |        |
| Mohamed Amin Jhinaoui | 3.000 м препреке | 8:16,38      | 8:22,00           | 6. у гр. 3    |              |            | Нису се квалификовали | 18 / 40 (41) |        |
| Ахмед Џезири          | 3.000 м препреке | 8:18,70      | 8:28,28           | 10. у гр. 2   | 26 / 40 (41) |            | Нису се квалификовали |              |        |

### Жене
| Атлетичарка     | Дисциплина       | Лични рекорд | Квалификације  | Квалификације | Финале   | Финале | Детаљи |
| Атлетичарка     | Дисциплина       | Лични рекорд | Резултат       | Место         | Резултат | Место  | Детаљи |
| --------------- | ---------------- | ------------ | -------------- | ------------- | -------- | ------ | ------ |
| Марва Боузајани | 3.000 м препреке | 9:23,57      | 9:12,14 КВ, ЛР | 3. у гр. 1    | 9:20,92  | 9 / 42 |        |